# Озрен (источна Србија)
Озрен је планина у југоисточној Србији, највиши врх је Лесковик (висине 1.178 m). Налази се источно од Алексинца, а у близини је Сокобања и средњовековни Соко Град (бањски). Познато климатско лечилиште, богато озоном, једна од најшумовитијих планина у Србији. На овој планини се налазе две болнице, за лечење плућних и очних болести, као и водопад Рипаљка. На Озрену се налази и манастир Јерменчић из 14. века. По овој планини је назив добио ФК Озрен. Санаторијум за грудоболне жандарме је грађен 1937, требало је да буде отворен следеће године, држава га је откупила 1939, прорадио је 1941.